# Larry Elder
Larry Elder, właśc. Laurence Allen Elder (ur. 27 kwietnia 1952 w Los Angeles) – amerykański dziennikarz radiowy, komentator polityczny, autor, prawnik, twórca filmów dokumentalnych, prowadzący The Larry Elder Show.

## Wczesne lata
Elder urodził się w Los Angeles i dorastał w South Central. Ma dwóch braci, starszego Kirka i młodszego Dennisa. Jego matka, Viola (1926-2006), była pracowniczką biurową w Departamencie Wojny Stanów Zjednoczonych. Ojciec Larry’ego, Randolph Elder (1915-2011), podczas II wojny światowej był sierżantem w marines i przeprowadził się do Kalifornii z Georgii. W okolicach 1962 roku Randolph założył kawiarnię w Pico-Union. W 2013 Elder i jego brat Kirk otrzymali z ręki kongresmena Dany Rohrabachera Złoty Medal Kongresu za zasługi ojca.

### Edukacja
Po bardzo dobrych wynikach w Crenshaw High School, skończył szkołę w 1970 i zdobył tytuł bakalaureata z dziedziny politologii na Uniwersytecie Browna w 1974. Następnie zdobył stopień doktora nauk prawnych, Juris Doctor, na University of Michigan Law School.

## Kariera

### Kariera prawnicza
Po skończeniu nauki, Elder zatrudnił się w firmie prawniczej Squire Patton Boggs w Cleveland. W 1980 założył własną firmę Laurence A. Elder and Associates, zajmującą się headhuntingiem. Zrezygnował z zarządzania firmą po siedmiu latach, lecz posiadał ją do 1995. Zaczął więcej czasu poświęcać na czytanie i pisanie, czytał m.in. książki Ayn Rand i Aldous Huxleya.

### Kariera medialna

#### Telewizja i filmy
Swoje pierwsze kroki w telewizji Elder stawiał w PBS w 1988, gdzie prowadził program „Fabric”. Na początku lat 90. XX wieku przeniósł swój program, który zmienił nazwę na „The Larry Elder Show” na lokalną stację Fox Broadcasting Company, WOIO. W latach 2000–2001 prowadził program typu court show „Moral Court”, dystrybuowany przez Warner Bros. Television.
W 2005 Elder stworzył niskobudżetowy, niezależny film Michael i ja, będący polemiką z reżyserem Michaelem Moore’em i jego działalnością na rzecz ograniczenia dostępności broni palnej.
W 2019 rozpoczął swoją działalność na serwisie internetowym YouTube we współpracy z magazynem „The Eproch Times”.

#### Radio
Od 1993 do końca 2008 Elder prowadził wieczorną audycję na stacji KABC, nadającej w Los Angeles. 27 października 2010 powrócił do KABC, jednak został stamtąd wyrzucony w 2014. 27 kwietnia 2015 Elder otrzymał swoją gwiazdę na Alei Gwiazd w Los Angeles, jako jedyny dziennikarz radiowy.
Od 1 czerwca 2015, jego program jest nadawany na antenie CRN Digital Talk od południa do godz. 15:00 na kanale numer 1.

## Życie prywatne i poglądy

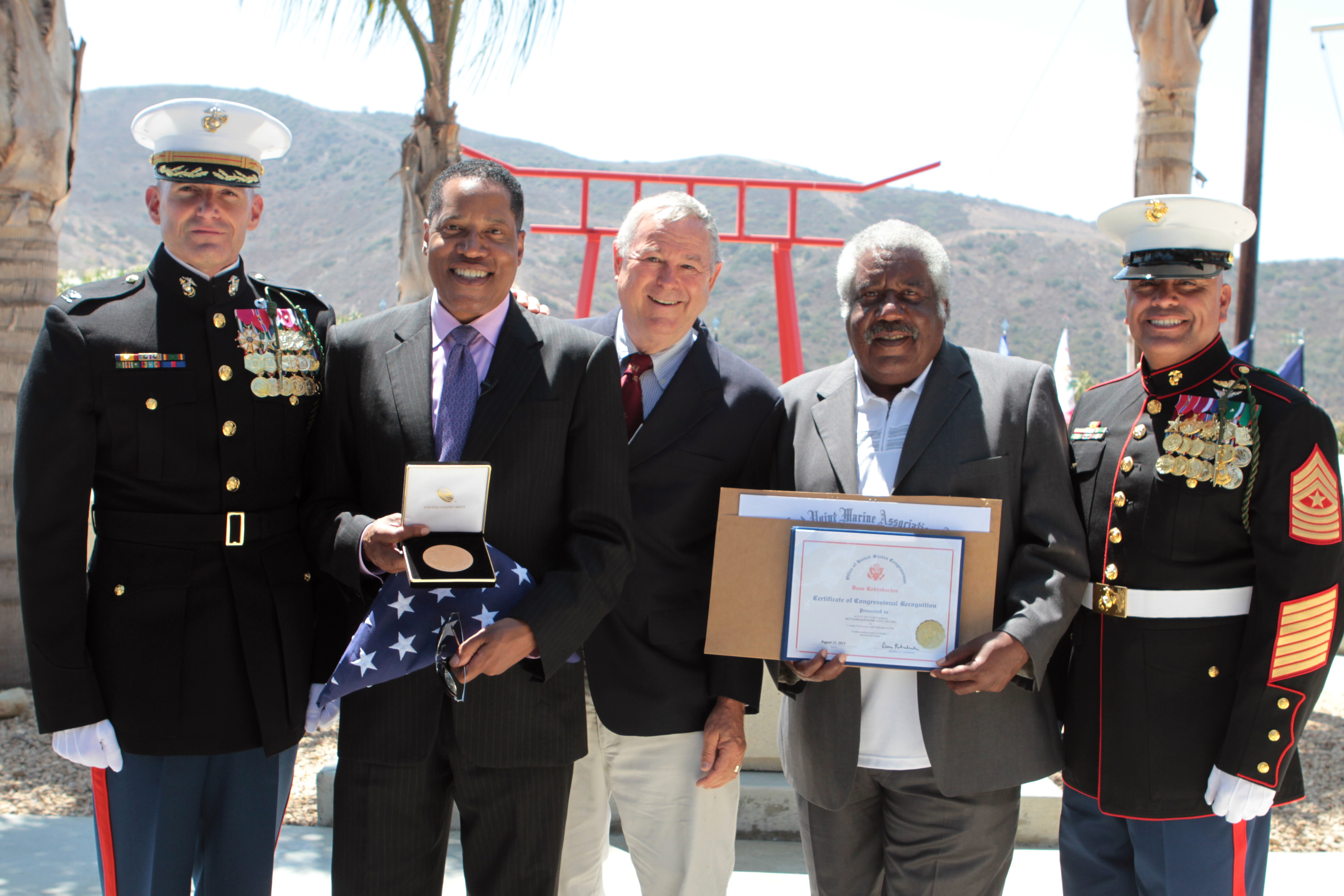
Larry Elder i jego brat Kirk (drugi od prawej) otrzymujący Złoty Medal Kongresu z ręki Dany Rohrabachera.

Jest kawalerem.

### Poglądy polityczne
Libertarianin i zarejestrowany członek Partii Republikańskiej; jednak w 2000 wsparł kampanię prezydencką Harry’ego Browne’a, kandydata Partii Libertariańskiej.